# اقیانوس‌نگاری

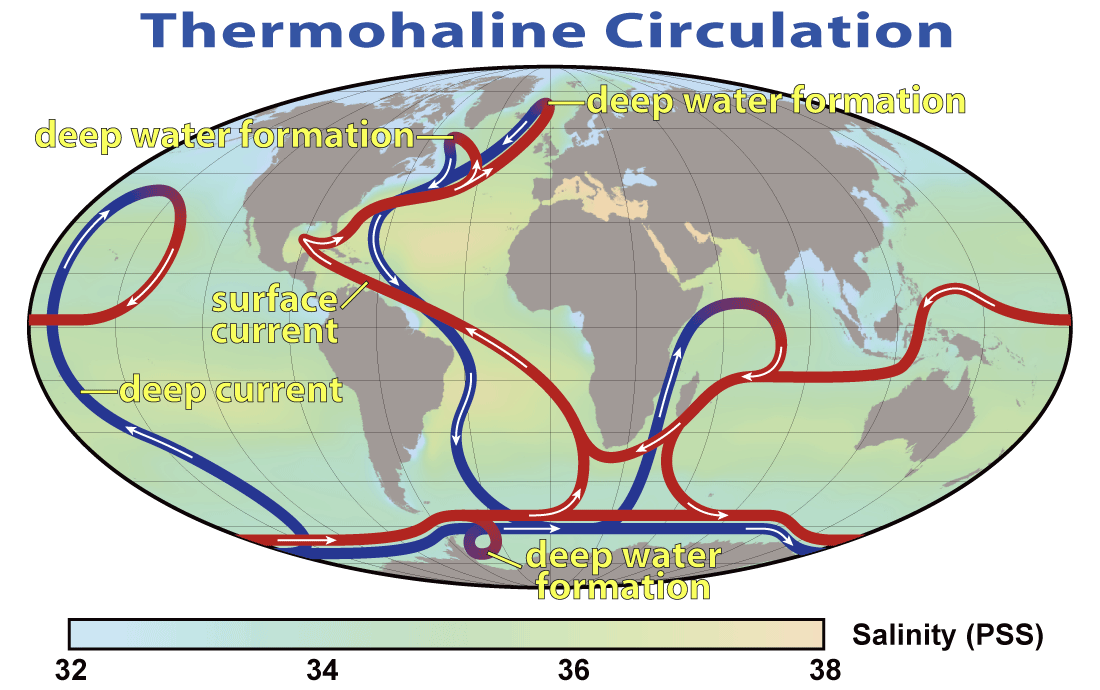
گردش دماشوری

اقیانوس‌نگاری (به انگلیسی: Oceanography) دانشی میان‌رشته‌ای است که به‌منظور شناخت از محیط‌های اقیانوسیِ رشته‌های زیست‌شناسی، شیمی، زمین‌شناسی، فیزیک، ژئوفیزیک، ریاضیات، گیاه‌شناسی، جانورشناسی، هواشناسی، و جغرافیا را با هم ترکیب می‌کند. پژوهش‌های اقیانوس‌نگاری مطالعهٔ امواج، جزر و مد، فرایندهای ساحلی، سازواره‌های پلانکتونیک و ته‌آبی، تغییرات سطح دریا و جوّی، و گردش اقیانوس را دربرمی‌گیرد.

## موارد مورد مطالعه
موارد مورد مطالعه شامل؛ زمین‌شناسی عمومی و دریایی، زیست‌شناسی عمومی و دریایی، فیزیک عمومی و دریایی، شیمی عمومی و دریایی، اقیانوس‌شناسی ماهواره‌ای، بررسی رسوبات اقیانوسی، بررسی سواحل، هواشناسی وسیستم اطلاعات جغرافیایی است.
این رشته جزء یکی از رشته‌های اساسی و مهم است که ایران امروزه به شدت به آن نیاز دارد و به همین دلیل هرساله در دانشگاه‌های مناطق دریایی پذیرش بیشتر می‌شود. در ایران نخستین بار در سال ۱۳۹۰ اولین پذیرش مقطع کارشناسی رشته اقیانوس‌شناسی در دانشگاه هرمزگان انجام گرفته‌است.